# Ptychosperma hentyi
Ptychosperma hentyi là một loài thực vật có hoa thuộc họ Arecaceae.
Loài này chỉ có ở Papua New Guinea.
Chúng hiện đang bị đe dọa vì mất môi trường sống.